# Jacob Berthout van Duffel

Wapen Berthout

Jacob Berthout van Duffel (... - 1275) heer van Soerle,  was de zoon van Hendrik I Berthout en Beatrix of Beatrijs van Grave, hij huwde met Agnes van Robbroeck en kreeg één zoon: Hendrik 'Bebbeken' Berthout. Jacob Berthout is de kleinzoon van Wouter III Berthout en behoort tot de tak 'Berthout van Duffel'.